# Eugène Labaume
Pour les articles homonymes, voir Labaume.
Louis Eugène Antonin de Labaume, connu sous le nom d'Eugène Labaume, né à Viviers (Ardèche) le 14 août 1783 et mort dans son domaine de Beauchamp à Pont-Saint-Esprit le 5 février 1849, est un ingénieur géographe et historien français.

## Biographie
Fils d'un avocat au parlement de Paris, Eugène Labaume entre comme dessinateur au Dépôt de la Guerre en 1804. Nommé ingénieur géographe à l'armée d'Italie en 1805, il est promu sous-lieutenant en 1806, lieutenant en 1807, capitaine en 1812 et chef d'escadron d'état-major en 1815. 
Il sert comme officier d'ordonnance du prince Eugène de Beauharnais, vice-roi d'Italie, et participe aux campagnes de 1805, 1809, 1812, 1813 et 1814. Il est admis à la retraite en 1839 avec le grade de lieutenant-colonel.
Chevalier de la Légion d'honneur en 1812 puis officier du même ordre en 1833, Eugène Labaume est également décoré de l'ordre de la Couronne de fer et fait chevalier de Saint-Louis en 1821.
Dans le domaine de l'histoire militaire, Labaume est connu pour avoir été un des tout premiers mémorialistes de la Campagne de Russie, en publiant dès 1814 le témoignage de sa participation à cette expédition.

## Principaux ouvrages
- 1814, Relation circonstanciée de la campagne de Russie en 1812, ouvrage numérisé par Google.
« L'empereur des Français, en attaquant subitement notre armée à Kowno, a le premier déclaré la guerre. Ainsi, voyant que rien ne peut le rendre accessible au désir de conserver la paix, il ne nous reste plus, en invoquant le Tout-Puissant, témoin et défenseur de la vérité, qu'à opposer nos forces aux forces de l'ennemi ».

- 1816, Relation complète de la campagne de Russie en 1812, ouvrage numérisé par Google.
« Je raconte ce que j'ai vu : témoin d'un des plus grands désastres qui aient jamais affligé une nation puissante, spectateur et acteur dans tout le cours de cette triste et mémorable expédition.
J'ai écrit, jour par jour, les évènements qui ont frappé mes yeux, et je cherche seulement à communiquer les impressions que j'ai ressenties. C'est à la lueur de l'incendie de Moscou que j'ai décrit le sac de cette ville ; c'est sur les rives de la Bérézina que j'ai tracé le récit de ce fatal passage [. ]. Réduit, comme tous mes compagnons d'armes, à lutter contre les derniers besoins, transi de froid, tourmenté par la faim, tous mes sentiments semblaient s'être concentrés dans le désir de vivre pour conserver la mémoire de ce que je voyais ; animé par cet indicible désir, toutes les nuits, assis devant un mauvais feu, sous une température de vingt à vingt-deux degrés au-dessous de la glace, entouré de morts et de mourants, je retraçais les évènements de la journée.
Le même couteau qui m'avait servi à dépecer du cheval pour me nourrir, était employé à tailler des plumes de corbeau ; un peu de poudre à canon, délayée dans le creux de ma main avec de la neige fondue, me tenaient lieu d'encre et d'écritoire. ».

- 1818, Réflexions sur les inconvénients et les avantages de l'histoire contemporaine.

- 1820, Histoire de la chute de l'empire de Napoléon. Ornée de huit plans ou cartes pour servir au récit des principales batailles livrées en, 1813 et 1814 par Eugène Labaume, chef de bataillon au corps royal de l'état-major, chevalier de la Légion d'Honneur et de l'ordre impérial de la Couronne de fer d'Autriche.

- 1827, La famille Sainte-Amaranthe ou le règne de la Terreur. Par madame E.L.
Ouvrage qui est en partie l'œuvre d'Eugène Labaume, toute la partie historique lui appartenant.

- 1827, Manuel de l'officier d'état-major.
Cet ouvrage contient des considérations générales sur les connaissances qui constituent un bon officier. L'auteur y applique à nos principaux faits d'armes la théorie des grands mouvements stratégiques, de sorte que le précepte est toujours accompagné et appuyé d'un exemple. Ce manuel se termine par une notice biographique des principaux auteurs militaires et par un catalogue raisonné des meilleures cartes géographiques et topographiques.

- 1834, Histoire monarchique et constitutionnelle de la Révolution Française. Composée sur un plan nouveau et d'après des documents inédits, précédée d'une introduction et d'un tableau du règne de Louis XVI jusqu'à l'ouverture des États généraux par Eugène Labaume.

### Sources
- « Eugène Labaume », dans Michel Nicolas, Histoire littéraire de Nîmes et des localités voisines qui forment actuellement le département du Gard, t. III, Ballivet et Fabre, 1854 (BNF 31015881, lire en ligne), p. 311-317.